# Admete (oceánide)
En la mitología griega, Admete (Ἀδμήτη / Admétē: «inquebrantable», «indomable») o Admeta era una de las Oceánides, una compañera de Perséfone. En el prefacio de sus Fábulas (Fabulae), Higino la llama «Admeto», y la presenta como hija de Ponto y Talasa.